# 우즈베키스탄의 축구

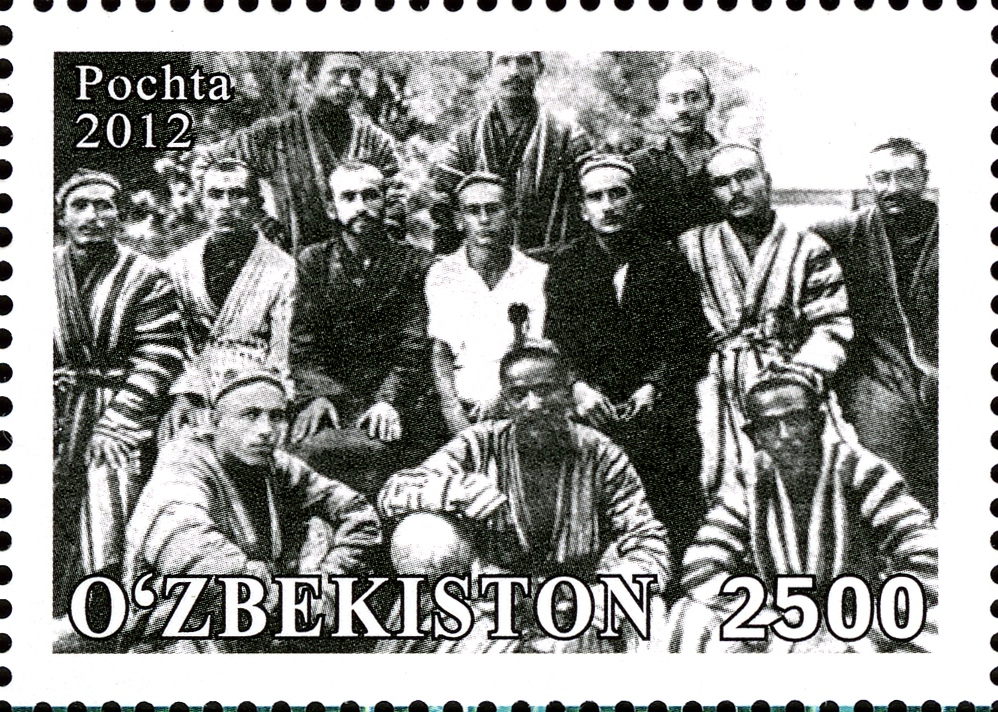
2012년에 우즈베키스탄 축구 100주년을 기념하기 위하여 발행된 우표

축구는 1991년 독립한 우즈베키스탄 에서 가장 인기 있는 스포츠다. 우즈베키스탄 축구협회는 FIFA와 아시아 축구 연맹이 주최하는 모든 대회에 참가한다.

## 우즈베키스탄 축구의 역사

### 소비에트 시대
우즈베키스탄의 축구는 1920년대에 발전하기 시작했다. 1926년 우즈벡 SSR의 첫 대회 (즉, 우즈벡 리그)가 개최되었다. Sbornaya Tashkenta와 Sokol Tashkent는 대회에서 좋은 성적을 거둔 팀들이었다. 하지만 그보다 더 좋은 성적을 거둔 팀은 22 시즌 동안 소비에트 톱리그에 소속되었던 우즈벡 SSR의 유일한 축구 클럽인 FC Pakhtakor였다. 우즈베키스탄 축구 연맹은 1946년에 설립되었다.
Berador Abduraimov는 소련 시대에 가장 유명한 우즈베키스탄 축구 선수이다. 그는 FC Pakhtakor에서 358경기를 뛰었고 1968년 소비에트 톱리그의 최고 득점자였으며 또한 소련 국가대표로 활동했다.
1961년과 1992년 사이에 몇몇 우즈베키스탄 축구 선수들은 소련 축구 국가대표팀의 일원으로 활동하였다.

### 독립 이후
1994년 우즈베키스탄 축구 연맹이 다시 설립되어 FIFA 와 아시아 축구 연맹의 회원이 되었다. 같은 해, 우즈베키스탄 축구 국가대표팀은 아시안 게임에서 우승했다. 그러나 2003년에 우즈베키스탄 축구는 더 많은 성공을 거두었다. UAE가 주최한 2003년 FIFA 세계 청소년 선수권 대회에 처음으로 U-20 팀이 진출했다. 우즈베키스탄 U-19는 2012년과 2014년 두 차례 AFC U-19 챔피언십 준결승에 올랐고, 2008년에도 한 번 결승에 진출했지만 UAE U-19에게 패했다. 우즈베키스탄 U-20은 2003년 우승 이후 지금까지 FIFA U-20 월드컵에 세 차례 더 출전했다. 2009년 세계 선수권 대회에서 팀은 조별 리그에서 탈락했다. 2013년 터키 월드컵에서 U-20 팀은 플레이오프를 치르고 16강에서 그리스 U-20을 3:1로 이겼지만 8강에서 프랑스 U-20에 0:4로 패했다. 이 팀은 2015년 FIFA U-20 월드컵에 출전하여 8강에 진출했고 세네갈 U-20에 0-1로 패했다.
우즈베키스탄 U-16은 2012년 AFC U-16 챔피언십에서 우승했으며 팀이 진출한 두 번째 결승전이었다. 2010년 AFC U-16 챔피언십 결승전에서 북한 U-16에 패했다. 우즈베키스탄 U-16은 2011년과 2013년 두 차례에 걸쳐 FIFA U-17 월드컵에 진출했다. 대회 첫 해에 팀은 8강에 진출했으며, 우루과이 U-17 에게 패했다. 우즈베키스탄 U-16은 2013 FIFA U-17 월드컵 16강전에서 온두라스 U-17에게 패배하였다.
2018년 우즈베키스탄 U-23은 중국 이 주최한 AFC U-23 챔피언십 에서 우승하였다. 이 팀은 결승전에서 베트남 U-23에 2-1로 이겼다. 아시안컵 성인팀 최고 성적은 2011년 AFC 아시안컵 4위였다.
우즈베키스탄에서 가장 좋은 성적을 거둔 클럽은 FC Bunyodkor, FC Pakhtakor 및 FC Nasaf이다.
2007년 Pakhtakor는 승부차기에서 9-8로 라트비아의 FK Ventspils를 꺾고 2007 CIS 컵에서 우승했다. Pakhtakor는 CIS 컵 다음 시즌에서 두 번 연속으로 결승에 진출했지만 Khazar Lenkoran에게 패했다. 이 팀은 또한 2003년과 2004년에 두 차례 준결승에 진출한 AFC 챔피언스 리그의 강자이기도 하다다. Pakhtakor는 현재 2002년부터 2013년까지 AFC 챔피언스 리그 연속 출전 기록을 보유하고 있다.
FC Nasaf는 2011년 AFC 컵 결승전에서 쿠웨이트 SC를 2-1로 꺾고 우승하여, AFC 컵에서 우승한 우즈베키스탄 최초의 클럽이 되었습니다.
FC Bunyodkor의 최고 성적은 대회 첫 참가인 2008년에 기록한 AFC 챔피언스 리그 준결승 진출이며, 2012년에도 준결승에 진출하였다.